# José Ramón Eizmendi Urdangarín
José Ramón Eizmendi Urdangarín (Ikaztegieta, Guipúscoa, País Basc, 29 d'agost de 1960) és un exfutbolista i entrenador de futbol basc.

## Trajectòria com a jugador
Centrecampista amb certa capacitat golejadora als seus inicis, reconvertit en un defensa central contundent i rude; José Ramón Eizmendi es va formar al planter de la Reial Societat de Futbol. Entre 1978 i 1983 va jugar a l'equip filial de la Reial, el Sant Sebastià CF amb el qual va disputar 130 partits oficials i va marcar 29 gols, jugant a Tercera i Segona Divisió B. Durant aquells anys va tractar sense èxit de fer el salt a la primera model de la Reial, però la gran qualitat dels jugadors d'aquella Reial, que va ser campiona de Lliga les temporades 1980-81 i 1981-82, li ho van impedir.
Va arribar a debutar amb la Reial Societat la temporada 1981-82, jugant els dos partits de la primera eliminatòria de Copa del Rei davant el Bilbao Athletic, on va marcar un gol de cap. Les fonts difereixen sobre si va arribar a debutar a la Lliga durant aquella mateixa temporada, ja que alguns citen la seva participació en un partit durant aquesta temporada i altres atribueixen aquest partit al seu germà Francisco Javier, que també jugava al Sanse durant aquells anys. La veritat és que va ser José Ramón qui ho va fer jugant mig temps del partit disputat a Alacant contra l'Hèrcules CF el 21 de març de 1982.
El 1983 abandona finalment la Reial Societat i comença una carrera en diferents equips de la Segona Divisió espanyola. Eizmendi va jugar al Club Esportiu Tenerife (1983-84), Reial Oviedo durant tres temporades (1984-87) i finalment Xerez Club Esportiu on romandria quatre temporades (1987-91). A l'equip andalús va esdevenir una de les icones de l'equip blau. En la seva carrera per aquests tres històrics equips Eizmendi va arribar a jugar 240 partits a la Segona Divisió.

## Trajectòria com a entrenador
La carrera com a entrenador de José Ramón Eizmendi ha estat també lligada a la Reial Societat de Futbol on es va formar com a jugador. A la temporada 2004-05 va entrenar el juvenil de la Reial Societat de la Lliga Nacional. La temporada 2005-06 va començar com a segon entrenador de Gonzalo Arkonada a la Reial Societat B. Quan Arkonada va ser promocionat al primer equip el gener de 2006, Eizmendi va ocupar la seva plaça com a entrenador de la Real B pel que restava de temporada 2005-06. Amb Eizmendi al comandament, la Reial B va acabar 2a del seu grup de la Segona Divisió B, jugant el play-off d'ascens a la Segona Divisió. Eizmendi va seguir al capdavant de la Reial B durant les temporades 2006-07 i 2007-08.
Mentre entrenava el filial, el primer equip va baixar de Primera a Segona Divisió el 2007 i el club va entrar en una profunda crisi. Després de la jornada 20a de Lliga de la temporada 2007-08 l'entrenador de la primera plantilla de la Reial, Chris Coleman va dimitir per discrepàncies amb el nou president de l'entitat, Iñaki Badiola. Tot i que en principi Badiola tenia previst com a recanvi Juan Carlos Oliva, entrenador del Vila-real B, el màxim mandatari reialista va acabar fent-se enrere i posant com a entrenador interí Eizmendi. Després d'un primer bon resultat amb Eizmendi al capdavant guanyant a domicili el Còrdova CF, l'entrenador d'Icazteguieta va ser ratificat al càrrec fins a final de temporada. Tot i això el recorregut d'Eizmendi al capdavant de la Reial Societat no va ser molt llarg. Onze partits més tard i una mica més de 2 mesos després, a principis d'abril, Badiola, buscant un revulsiu per a l'equip va fer fora Eizmendi i va posar al seu lloc Juanma Lillo. Eizmendi va tornar fins a final de temporada a encarregar-se del filial.
Després d'acabar la temporada, Eizmendi va deixar el filial i va passar a ser coordinador general de la ciutat esportiva de Zubieta. Quan es va produir el relleu a la directiva de la Reial Societat, Eizmendi va ser destituït del seu càrrec i dedicat a tasques d'scout per a la Reial.
Al juny de 2009 Eizmendi va abandonar la Reial i va passar a ser segon entrenador del Club Esportiu Numància, a les ordres del seu antic cap Gonzalo Arkonada. Després d'una temporada al Numància va seguir Arkonada com a segon entrenador quan aquest va fitxar pel CD Tenerife de cara a la temporada 2010-11. El tàndem Arkonada-Eizmendi va ser destituït als tres mesos de la seva arribada al setembre de 2011.

### Vida personal
- Va coincidir amb el seu germà Francisco Javier (un any més jove) al filial de la Reial Societat a principis de la dècada de 1980. És oncle dels futbolistes Alain Eizmendi i Eneko Eizmendi Blanco, que també han jugat al filial de la Reial Societat.[2]
- Durant la seva època com a tècnic de la Reial Societat va compaginar les seves labors al món del futbol amb un treball a l'empresa Subministraments Loinaz de Beasain, dedicat a la comercialització de ferro. Quan va fitxar com a segon entrenador del Numància va demanar una excedència a la feina.